# سنج (ساوجبلاغ)
سنج هي قرية في مقاطعة ساوجبلاغ، إيران. يقدر عدد سكانها بـ 171 نسمة بحسب إحصاء 2016.